# Веларде Сеоане, Мануэль
Мануэль Веларде Сеоане (исп. Manuel Velarde Seoane; 12 июня 1833, Лима — 12 ноября 1900, там же) — перуанский политический, государственный и военный деятель. Бригадный генерал. Сенатор Перу (1874—1878). Премьер-министр Перу (1883 и 1893).

## Биография
В 1849 году окончил Военную академию, получил чин подпоручика.
Участник Эквадоро-перуанской (1857—1860) и Второй тихоокеанской войн в 1879—1883 годах.
Член Конституционной партии Перу.
Занимал ряд ответственных постов, работал министром правительства Перу (1881, 1883, 1886, 1893) и военным министром Перу (1883 и 1899—1900).
Похоронен на кладбище Пастор Матиас Маэстро в Лиме.